# デェウェン・ペレス
デェウィン・ペレス（Dewin Perez、1994年9月29日 - ）は、コロンビアのボリーバル県カルタヘナ出身のプロ野球選手（投手）。現在は、MLBのセントルイス・カージナルスの傘下ショートシーズンAのステート・カレッジ・スパイクスに所属している。

## 経歴

### プロ入りとカージナルス時代
セントルイス・カージナルスとマイナー契約を結び、プロ入りを果たした。
2012年は、傘下ルーキーリーグのドミニカン・サマーリーグ・カージナルスでプレーした。この年は、8試合に先発登板し、1勝4負、防御率3.06、38奪三振を記録した。11月には、第3回WBC予選のコロンビア代表に選出された。
2013年は、傘下ルーキーリーグンのガルフ・コーストリーグ・カージナルスでプレーした。この年は、11試合(7試合で先発)登板し、2勝4負、防御率3.23、34奪三振を記録した。
2014年は、傘下ショートシーズンAのステート・カレッジ・スパイクスでプレーした。この年は、13試合に先発登板し、6勝2負、防御率3.68、46奪三振を記録した。また、この年チームはニューヨーク・ペンリーグで優勝を果たしている。